# Anand Rao Gaikwar
Shrimant Maharaja Anand Rao Gaikwar, Sena Khas Khel Shamsher Bahadur fou maharaja de Baroda, fill i successor de Shrimant Maharaja Govind Rao Gaikwar, Sena Khas Khel Shamsher Bahadur de Baroda.
Va néixer a Baroda (ciutat) i era l'hereu legítim. A la mort del seu pare el 19 de setembre de 1800 el va succeir. Aviat li va disputar el poder el seu germà il·legítim Kanhoji amb el seu antic aliat Malhar Rao. Les dues parts van demanar ajut al govern de Bombai que va decidir en favor d'Anand Rao i fou proclamat oficialment el 27 de gener de 1801. Una convenció signada a Cambay el 15 de març de 1802 establia una força subsidiària britànica que seria mantinguda pel maharaja); l'abril de 1802 una força britànica des de Cambay va entrar a Kadi, seu dels rebels, i va establir el poder complet d'Anand Rao. A canvi el govern britànic va imposar un tractat que fou signat el juny de 1802 en el que importants territoris eren cedits a la Companyia que a més rebia el dret d'interferència en cas de coses impròpies o injustes contra Anand Rao i els seus successors; un resident britànic es va establir a Baroda. El 1804 el peshwa va confirmar la cessió d'Ahmedabad als Gaikwar per deu anys amb una renda anual.
L'abril de 1805 fou signat un tractat definitiu entre els britànics i Baroda, on se cedien nous districtes i es regulava una forçà militar subsidiària britànica que seria mantinguda pel sobirà; la política exterior de l'estat quedava en mans dels britànics i les diferències amb el peshwa serien resoltes amb la seva mediació. El 1807 Fateh Singh Rao Gaikwar (II), fill d'Anand Rao Gaikwar, esdevingué membre del consell d'estat i va començar a rebre poders; el 1812 va ser nomenat primer ministre Gangadhar Sastri. Una vegada més Kahonji va intentar desestabilitzar el govern del seu germanastre però el complot fou avortat i Kahonji arrestat i deportat a Madras. El 1812-1813 hi va haver una epidèmia de fam.
Les disputes entre el peshwa i el Gaikwar s'havien de resoldre i semblava arribat el moment; així es va establir que la cessió de Ahmedabad no seria renovada al final dels 10 anys (1814). El ministre Gangadhar Sastri fou enviat a negociar a Poona i semblava que tot aniria bé, però les intrigues de Sitaram (1803-1807), un destituït ministre de Baroda, van impulsar al peshwa a no escoltar les propostes de Sastri; Ahmedabad fou assignada a Trimbakji Danglia, i la resta de punts foren deixats pendents; mentre encara es negociava, Gangadhar Sastri fou assassinat i va seguir un intent de revolta a Baroda a favor de Sitaram, però fou avortat i finalment l'ex ministre fou fet presoner i deportat a Navsari el 1816.
Mentre s'havia format una confederació dels grans caps marathes i el peshwa tractava de forçar al regent Fateh Singh a entrar-hi i enviava als seus agents a provocar disturbis a Kathiawar; la qüestió dels drets del peshwa a aquesta regió amenaçava en desembocar en una guerra i els britànics van arribar a preparar la guerra però finalment el peshwa es va fer enrere i el 1817 es va signar un tractat a Poona pel qual el Gaikwar esdevenia independent del peshwa i aquest renunciava a tots els seus drets a canvi d'un pagament de 4 lakhs a l'any, i la part del peshwa en el tribut del Kathiawar fou cedit als britànics; Ahmedabad fou cedit a perpetuïtat al Gaikwar per 4,5 lakhs a l'any. El novembre del mateix any es va signar un tractat complementari entre els britànics i el Gaikwar pel que aquest ampliava la força militar subsidiària que havia de mantenir, cedia la seva part de les rendes de Ahmedabad per pagar aquest manteniment i rebia la província d'Okhamandal i l'illa de Beyt, i alguns territoris menors. Aquest tractat va provocar poc després la guerra amb Baji Rao, el peshwa maratha, amb el raja de Nagpur, els Pindaris, i Holkar d'Indore, durant les quals Fateh Singh fou estret aliat dels britànics rebent en premi la condonació del tribut de 4 lakhs a pagar al peshwa, el poder del qual fou aniquilat. Poc després (1818) va morir Fateh Singh Rao, i fou succeït com a regent pel seu germà petit Sayaji Rao Gaikwar. Anand Rao tanmateix va morir a Bhaunagar el 2 d'octubre de 1819, i el regent, com a Sayaji Rao II Gaikwar, va passar a governar en nom propi. Es va casar quatre vegades i va deixar sis fills que van quedar exclosos de la successió per ser la seva mare una rajputa.